# انحصار دولتی
انحصار دولتی (انگلیسی: State monopoly) در علم اقتصاد، انحصار دولتی یا انحصار عمومی نوعی انحصار قهری است که در آن یک سازمان دولتی یا شرکت دولتی تنها ارائه‌دهنده یک کالا یا خدمات خاص است و رقابت در آن توسط قانون ممنوع است. این نوعی انحصار است که توسط دولت ایجاد، مالکیت و اداره می‌شود. این انحصار معمولاً با انحصار اعطا شده توسط دولت، که در آن دولت انحصار را به یک فرد یا شرکت خصوصی اعطا می‌کند، متمایز است.